# 영동우체국
영동우체국은 충청북도 영동군 전역을 관할하는 충청지방우정청 소속의 우체국이다.

## 기본 정보
- 우편번호: 29149
- 주소: 충청북도 영동군 영동읍 난계로 1178

## 연혁
- 1910년 10월 1일: 영동우편소로 개소
- 1949년 1월 12일: 영동우체국으로 개칭
- 1950년 12월 10일: 사무관국으로 승격
- 1985년 12월 6일: 청사개축(계산리 소재)
- 1996년 12월 31일: 이전청사 확보(부용리 현 청사)
- 1997년 12월 26일: 현 청사로 이전 (업무 개시)
- 2015년 7월 20일: 우편구역을 다음과 같이 고시[1]

| 배달국     | 배달구역      | 구역번호                                  |
| ---------- | ------------- | ----------------------------------------- |
| 영동우체국 | 영동군 전지역 | 29100 ~ 29111 29124 ~ 29157 29160 ~ 29167 |
| 황간우체국 | 황간면        | 29112 ~ 29123                             |
| 용화우체국 | 용화면        | 29158 ~ 29159                             |

- 2016년 6월 15일: 청사 신축

## 관할 우체국
| 우체국명           | 사진 | 주소                                   | 비고        |
| ------------------ | ---- | -------------------------------------- | ----------- |
| 매곡우체국         |      | 충청북도 영동군 매곡면 노천5길 4       | 별정 우체국 |
| 심천우체국         |      | 충청북도 영동군 심천면 심천로 82-1     |             |
| 양강우체국         |      | 충청북도 영동군 양강면 학산영동로 837  | 별정 우체국 |
| 영동계산우체국     |      | 충청북도 영동군 영동읍 계산로 44       |             |
| 영동부용우편취급국 |      | 충청북도 영동군 영동읍 매천1길 4       |             |
| 영동상촌우체국     |      | 충청북도 영동군 상촌면 민주지산로 3025 |             |
| 영동양산우체국     |      | 충청북도 영동군 양산면 송호로 7        | 별정 우체국 |
| 영동영산우편취급국 |      | 충청북도 영동군 영동읍 영산로 52       |             |
| 영동용산우체국     |      | 충청북도 영동군 용산면 용산로 318-1    |             |
| 용화우체국         |      | 충청북도 영동군 용화면 용화양강로 11-9 | 별정 우체국 |
| 추풍령우체국       |      | 충청북도 영동군 추풍령면 추풍령로 461  |             |
| 학산우체국         |      | 충청북도 영동군 학산면 서산로 22       |             |
| 황간우체국         |      | 충청북도 영동군 황간면 영동황간로 1665 |             |

## 조직
- 경영지도실
- 우편물류과
- 영업과